# Brüel & Kjær

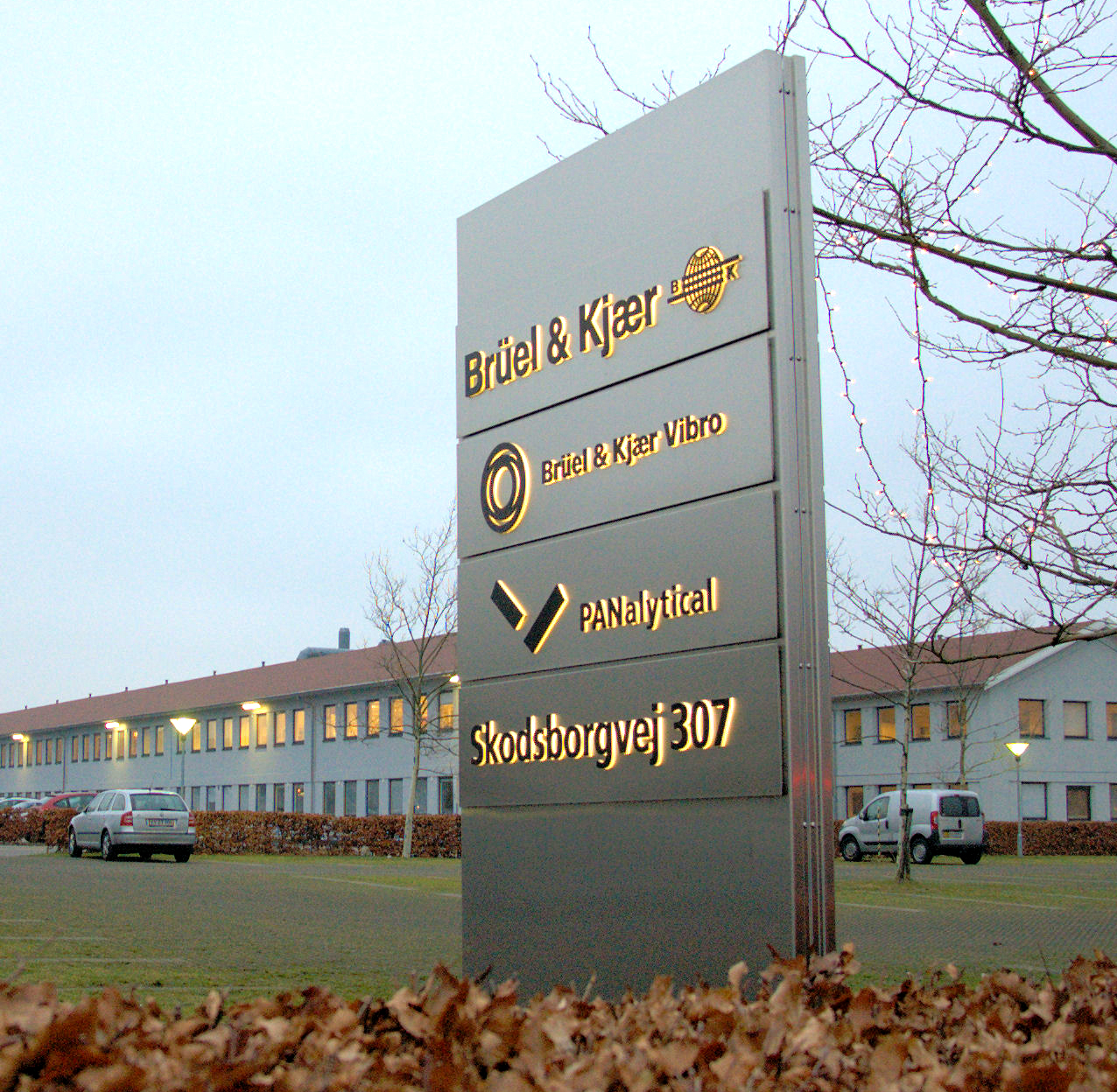
Huvudkontoret i Nærum

Brüel & Kjær (Ljud- och vibrationsmätning A / S) är ett danskt multinationellt verkstads- och elektronikföretag med huvudkontor i Nærum norr om Köpenhamn. Det är världens största producent och leverantör av system för mätning av vibrationer. Brüel & Kjær omsatte under 2013 991 miljoner USD  och företaget är idag ett dotterbolag till brittiska Spectris som omsätter omkring £ 1100.000.000 årligen och har cirka 7.500 anställda över hela världen.